# Beppe Montana
Giuseppe Montana, detto Beppe (Agrigento, 8 ottobre 1951 – Santa Flavia, 28 luglio 1985), è stato un poliziotto italiano, commissario della squadra mobile di Palermo, vittima di Cosa nostra.

## Biografia
Nato ad Agrigento nel 1951, figlio di un funzionario del Banco di Sicilia, si trasferì poi a Catania dove crebbe. Ottenne la laurea in Giurisprudenza e successivamente vinse il concorso per entrare nella Polizia.
Entrò a far parte della squadra mobile di Palermo ed in seno a questa fu posto alla testa della neonata sezione "Catturandi", che si occupava della ricerca dei latitanti. In questa veste ottenne risultati di rilievo, scoprendo nel 1983 l'arsenale di Michele Greco ed assicurando alle patrie galere nel 1984 Tommaso Spadaro (amico d'infanzia di Giovanni Falcone), divenuto boss del contrabbando di sigarette e del traffico di droga. Aveva collaborato al "maxi blitz di San Michele" del pool antimafia, eseguendo parte dei 475 mandati di cattura. Con il pool avrebbe continuato a lavorare a stretto contatto fino all'ultimo suo giorno, consolidando con quella struttura un rapporto nato con il giudice Rocco Chinnici, impegnato in prima linea nella "sfida" contro Cosa Nostra.
Proprio dopo l'uccisione di Chinnici, Montana aveva dichiarato:
(Beppe Montana)
Tre giorni prima della morte di Montana, il 25 luglio 1985 la Catturandi aveva arrestato otto uomini di Michele Greco, che si era sottratto alla cattura.
Un altro Greco, Pino, detto "Scarpuzzedda", era a capo di una cosca che insieme a quella dei Prestifilippo controllava il territorio della zona di Ciaculli in cui si nascondeva il latitante Salvatore Montalto. Montana conosceva bene il soggetto perché stava provando a far costituire Scarpuzzedda e cercava anche di convincere la sua amante, Mimma Miceli, a consegnarlo alla giustizia. L'agente Calogero Zucchetto, infiltrato nelle mafie di Ciaculli, fu ucciso il 14 novembre 1982 da Greco perché stava quasi per metter le mani sul Montalto; fra i mafiosi, non si sa con quanta fondatezza, si diffuse subito la voce che Montana ed il suo superiore Ninni Cassarà avrebbero ordinato ai loro uomini che Greco e Prestifilippo non sarebbero stati da prender vivi.
Montana fu piuttosto l'ideatore ed il principale animatore del comitato in memoria di Zucchetto, in materia di legalità. Lunga ed intensa fu la collaborazione, accompagnata da un rapporto umano profondo, con Cassarà, che sarebbe stato ucciso nove giorni dopo di lui. Di diverso tenore fu invece la "collaborazione" con un altro funzionario, Ignazio D'Antone, sospettato di collusioni con la criminalità organizzata ed in particolare con il boss Pietro Vernengo, fratello di quell'Antonio il cui arresto era stata la prima grande operazione di Montana.
Fra le indagini seguite da Montana, anche quella sulla vicenda del Palermo calcio, che condusse in carcere il presidente Salvatore Matta accompagnatovi da diversi faldoni di intercettazioni telefoniche che ne indicavano una gestione finanziaria a dir poco disinvolta.

### L'assassinio
Il 28 luglio 1985, il giorno prima di andare in ferie, venne ucciso a colpi di pistola (una 357 Magnum e due calibro 38 con proiettili ad espansione) da un trio mafioso composto da Agostino Marino Mannoia, Pino Greco e Giuseppe Lucchese mentre era con la fidanzata a Porticello, frazione del comune di Santa Flavia. Sarebbe stato Mannoia a sparare il proiettile decisivo, mentre Lucchese e Greco avrebbero soltanto ferito gravemente il poliziotto. Venne ucciso nei pressi del porto dove era ormeggiato il suo motoscafo.
Dal giorno della sua uccisione iniziò un'estate che vide la città di Palermo immersa nel sangue delle vittime della mafia: in soli dieci giorni vennero assassinati tre investigatori della squadra mobile di Palermo, particolarmente esposti perché, secondo un gran numero di fonti unanimi, questi uomini, a partire dallo stesso Cassarà, furono lasciati soli. Montana è a tutt'oggi inumato presso il Cimitero monumentale di Catania.

### Il caso Salvatore Marino
Un testimone dell'attentato segnalò il modello ed i primi numeri di targa di quella che secondo lui fu l'auto d'appoggio dell'agguato. Le indagini presso la motorizzazione civile portarono verso Salvatore Marino, un calciatore venticinquenne appartenente ad una famiglia di pescatori. Fu condotto in questura e nel corso dell'interrogatorio emersero contraddizioni e smentite.
Mentre il testimone sosteneva che Marino si trovasse sul luogo dell'assassinio di Montana proprio in quel giorno, Marino sostenne invece di essere stato a Palermo, venendo poi smentito dai testimoni che chiamò a conferma. Dalla perquisizione nella sua casa emersero 34 milioni di lire in contanti, che Marino sostenne avere ricevuto dalla squadra di calcio mentre i dirigenti della squadra smentirono. Nella sua abitazione fu rinvenuta una maglietta sporca di sangue. Gli inquirenti furono quindi indotti a ritenerlo quantomeno favoreggiatore dei sicari.
Presi, secondo il giudice istruttore, da "isteria collettiva" alcuni poliziotti lo torturarono sino ad ucciderlo. Il ragazzo venne portato in ospedale quando ormai non c'era più nulla da fare. I giornali pubblicarono la fotografia del suo cadavere in obitorio scattata da Letizia Battaglia. Familiari e amici portarono la bara bianca di Salvatore Marino in giro per mezza città al grido di "Poliziotti assassini".
Il 5 agosto 1985, verso sera, fu diffusa la notizia che l'allora Ministro dell'interno Oscar Luigi Scalfaro aveva rimosso il capo della squadra mobile Francesco Pellegrino, il capitano dei carabinieri Gennaro Scala ed il dirigente della sezione anti-rapine Giuseppe Russo. Tutti i poliziotti rimossi finirono in carcere con capo d'accusa omicidio colposo. Il giorno dopo fu ucciso Cassarà.
Nel 1990 la Corte d'assise di Caltanissetta condannò i responsabili dell'uccisione di Marino, non per omicidio colposo (come richiesto dalla pubblica accusa) ma per violenza privata: Francesco Pellegrino, Giuseppe Russo, il maresciallo Giovanni Milia, il sovrintendente Antonino Cicero, l'appuntato Ciro Di Lanno, l'assistente Francesco Brancassio, gli agenti Pietro Marchese e Giuseppe Lercara, e infine i due brigadieri dei carabinieri Cesare Scanio e Damiano Leccadito mentre vennero assolti per non aver commesso il fatto Gennaro Scala, il commissario Alfredo Anzalone e il carabiniere Angelo Tignola; la Corte dichiarò di non doversi procedere nei confronti dell'agente Natale Mondo poiché ucciso dalla mafia due anni prima.

## Talpe e pentiti
Nel 1994, in occasione di un processo, il pentito di mafia Francesco Marino Mannoia (arrestato dallo stesso Montana pochi giorni prima dell'agguato di Porticello) dichiarò che per l'uccisione di Montana, come per quella di Cassarà, un ruolo fondamentale sarebbe stato svolto da un poliziotto corrotto, una "talpa" operante all'interno della stessa squadra mobile. Anzi all'interno della stessa sezione Catturandi. Nella questura già definita "covo di talpe" da Falcone.
Rivelazioni importanti in argomento il pentito le aveva già prodotte nel 1989, quando tra l'altro aveva indicato che a sparare, sarebbero stati il fratello del Mannoia medesimo, Agostino, con Pino Greco "Scarpuzzedda" e Mario Prestifilippo, mentre Salvatore Marino avrebbe partecipato all'agguato in veste di fiancheggiatore.
Nel corso della testimonianza del 1994 Mannoia disse che la decisione di uccidere Montana, l'unico poliziotto che "osava invadere il territorio di Ciaculli", sarebbe maturata a causa della già accennata voce circolata secondo la quale Montana e Cassarà avrebbero "impartito l'ordine di uccidere, prima della cattura, Pino Greco, Prestifilippo e Lucchese".
Alla presenza di talpe nella mobile aveva già alluso anche Laura Cassarà, vedova del vicequestore ucciso, durante una testimonianza ad un processo del 1993; nell'occasione aveva aggiunto che anche lei ed il marito avrebbero dovuto essere in compagnia di Montana a Porticello il giorno dell'omicidio, ma non vi andarono per un imprevisto.

## Processo
Il 17 febbraio 1995 la Corte di Assise di Palermo ha condannato i mandanti dell'assassinio Salvatore Riina, Michele Greco, Bernardo Brusca, Francesco Madonia e Bernardo Provenzano, che furono condannati all'ergastolo. Successivamente, anche Giovanni Motisi venne condannato all'ergastolo in qualità di mandante dell'omicidio Montana.

## Onorificenze
A Giuseppe "Beppe" Montana è dedicata la piazza di Porticello (Santa Flavia) in cui fu ucciso. Diverse altre località hanno intitolato strade o piazze al commissario ucciso, non di rado usando ufficialmente il diminutivo "Beppe" in luogo del nome anagrafico. A Bagheria l'intitolazione di una piazza è stata anche l'occasione per interrompere un'incredibile "intitolazione abusiva" ad un personaggio dai foschi contorni ed in odore di mafia.